# Wenzel von Wurm
Wenzel Freiherr von Wurm (Karolinenthal, 1859. február 27. - Bécs, 1921. március 21.) osztrák katonatiszt, vezérezredes, első világháborús parancsnok.

## Élete

### Származása és korai katonai pályafutása
Von Wurm 1859. február 27-én született a Prága közelében fekvő Karolinenthalban. Apja a hadsereg főhadnagya volt. A felsőfokú tanulmányait egy műszaki akadémián végezte jó eredménnyel, melyet követően aktív szolgálatba került a Császári és Királyi Hadseregbe. 1879-ben hadnagyi, 1882-től már főhadnagyi rangban szolgált, utóbbi minőségében vezérkarhoz került áthelyezésre. Későbbiekben az 58. gyalogsági dandárban, majd a 24. gyalogsági dandárban szolgált.
1886-ban megnősült, a Prágában élő Irene Meznerrel köt házasságot, akitől a következő években két lánya született, egyikük azonban még csecsemőkorban elhalálozott. 1894. november 1-jén őrnaggyá léptették elő, majd rövid idő elteltével a 75. gyalogezredhez került, majd onnan a pozsonyi 14. gyaloghadosztályhoz. Felesége 1895-ben meghalt. Ebben az évben helyezik a Hadügyminisztériumba, ahol két évig szolgált. 1897. május 1-jén alezredessé léptették elő és újra csapatszolgálatot látott el a 76. gyalogezredben. 1898-ban végén megkapta a katonai érdemkeresztet. 1899 áprilisában visszatért Pozsonyba, ahol az 5. hadtest vezérkari főnöke lett, majd novemberben ezredessé léptetik elő. Ebben az évben újra megnősült, a szintén prágai Maria Natieskát vette feleségül, akitől még egy lánya született.
Kiemelkedő szolgálataiért 1904-ben megkapta a Vaskorona-rend harmadik osztályát. 1906. november 1-jén vezérőrnaggyá nevezik ki és átvette a 37. gyalogsági dandár parancsnokságát Pilzenben (Plzeňben). 1910 februárjában a szintén Pilzenben állomásozó 19. gyalogos hadosztály parancsnoka lett, és ez év novemberének legelején előléptették altábornaggyá. Itt maradt parancsnok 1914 februárjáig, amikor is a Raguzában állomásozó 16. hadtest parancsnoka lett miközben kiérdemelte a Lipót-rend lovagkeresztjét.

### Az első világháborúban
A háború kitörését követően, 1914. augusztus 1-jén táborszernaggyá nevezték ki és 6. Hadsereghez tartozó 16. hadtest parancsnokaként részt vett a Szerbia elleni hadműveletekben. A hadműveletek augusztus 12-kén kezdődtek, amikor az osztrák-magyar 5. és 6. Hadsereg átlépték a határt a Drina folyónál. A hadművelet azonban a rossz irányítás miatt megtorpant és Wurm egységeivel együtt visszavonulásra kényszerült. Az osztrák-magyar csapatok szeptemberben újabb támadást indítottak és a 6. Hadseregnek sikerült előrenyomulnia. Ennek hatására a szerbek több erő átcsoportosításával ellentámadást indítottak az előrenyomuló osztrák erők megfékezésére. Wurm csapataival az elfoglalt Jagodnja hegységénél állomásozott és katonáival egyenesen a szerb támadás középpontjában álltak. Négy napon keresztül folyt a véres küzdelem a két fél között, azonban sikerült megvédeni az osztrák-magyar harcállásokat és a szerb ellentámadás ezáltal elbukott. Az összecsapásokat követően Wurm tábornokot kitüntették. Az elkövetkező néhány hónapban mindkét fél indított kisebb támadásokat, de a front huzamosabb időre gyakorlatilag megmerevedett.
Amikor 1915 májusában Olaszország hadat üzent a Monarchiának, Wurm tábornokot és a parancsnoksága alatt álló egységeket az olasz frontra helyezték át. Részt vett az isonzói csatákban, ahol eredményesen végezte munkáját és több kitüntetést is kapott, többek közt a Signum Laudist és a Lipót-rend nagykeresztjét.
1917 elejétől vezérezredes, augusztustól az 1. Isonzó Hadsereg parancsnoka volt, e minőségében fontos szerepe volt a caporettói áttörés és a piavei átkelés sikeres megszervezésében és végrehajtásában. 1918 elejétől az Isonzó hadtest élén állt és ezen a poszton állt a háború végéig.

### További élete és halála
Wurm von Wenzel vezérezredes a háborút lezáró fegyvernyugvást követően visszavonult és Bécsbe költözött. Itt halt meg 1921. március 21-én. A tábornok anyanyelvi szinten beszélt németül, jól beszélt csehül és beszélt még oroszul és franciául.